# Marta Freitas (política)
Marta Luísa de Freitas (27 de setembro de 1980) é uma política e fisioterapeuta portuguesa. Atualmente, é deputada à Assembleia da República pelo círculo da Madeira, eleita na lista do Partido Socialista.

## Biografia
É licenciada em Fisioterapia e mestre em Atividade Física e Desporto, tendo frequentado a licenciatura em Gestão.
É membro da Assembleia Municipal do Funchal e deputada no parlamento português, na XIV legislatura. Enquanto deputada, integrou as comissões parlamentares de Trabalho e Segurança Social e de Saúde, sendo suplente nesta.

### XV Legislatura
A 30 de janeiro de 2022, Marta Freitas foi eleita deputada pelo PS para a Assembleia da República pelo círculo eleitoral da Madeira.